# جسد (فیلم ۲۰۰۱)
جسد (به انگلیسی: The Body) یک فیلم سینمایی آمریکایی در ژانر فیلم معمایی، درام - هیجان انگیز بر اساس رمانی به همین نام توسط ریچارد ساپیر است. بازیگران اصلی این فیلم آنتونیو باندراس، اولیویا ویلیامز، جیسون فلمینگ، لیلیان لوکس، جان وود و درک جاکوبی می‌باشد.
این اثر سینمایی یک همکاری مشترک آمریکایی و اسرائیلی و آلمانی است، که در محل در اورشلیم و تل‌آویو فیلمبرداری شده‌است.
این فیلم در تاریخ ۲۰ آوریل ۲۰۰۱ توسط کمپانی ترای‌استار پیکچرز منتشر شد و بررسی‌های انتقادی متفاوتی را دریافت کرد.